# Нёбная кость
Нёбная кость (лат. os palatinum) — парная кость лицевого черепа. Выглядит как изогнутая под углом пластина, лежит в заднем отделе носовой полости и образует там часть её дна (твёрдое нёбо) и боковую стенку. Различают горизонтальную и перпендикулярную пластинки.
Горизонтальные пластинки каждой из нёбных костей, в соединении образуют заднюю часть срединного нёбного шва. Вместе с лежащими впереди нёбными отростками верхнечелюстных костей соединяются поперечным нёбным швом. По медиальному краю идёт носовой гребень, на заднемедиальном конце горизонтальной пластинки имеется задняя носовая ость.

Проекция нёбных костей
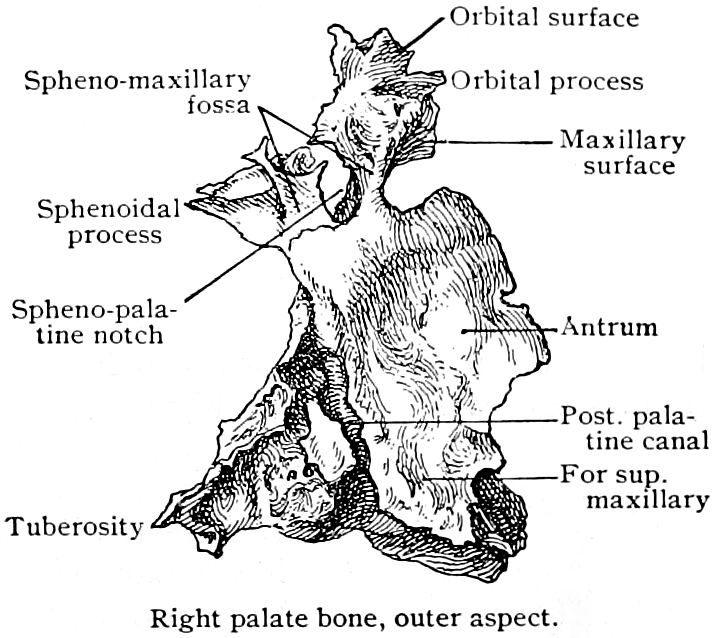
Строение правой нёбной кости
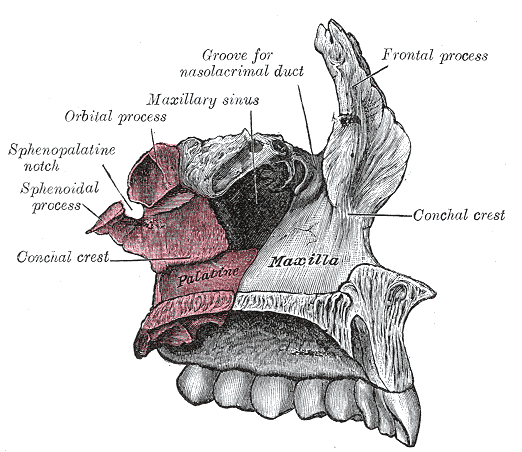
Соединение левой нёбной кости и левой верхней челюсти
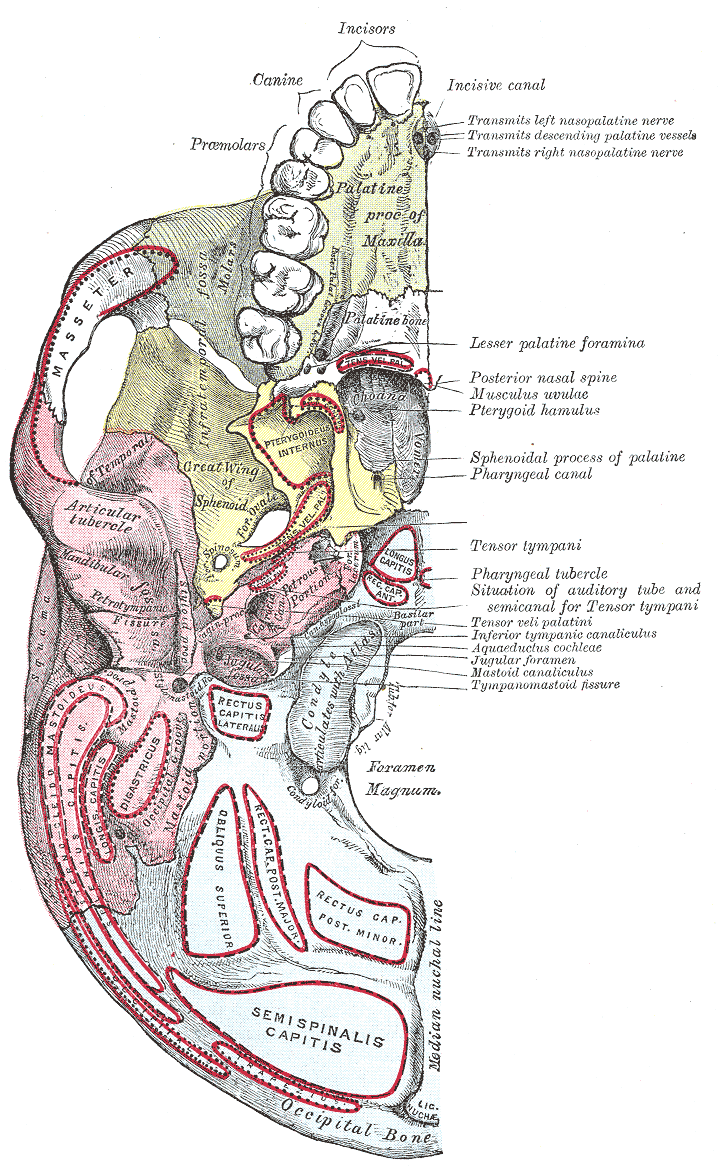
Основание черепа. Нижняя поверхность
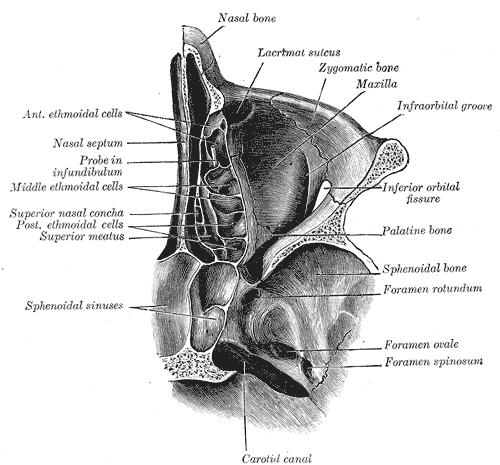
Горизонтальный срез носовой и орбитальной полости
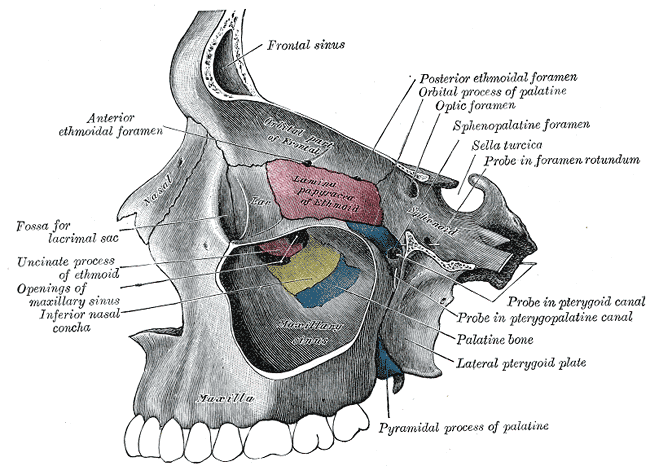
Кости лицевого отдела черепа